# Burui törpejégmadár
A burui törpejégmadár (Ceyx cajeli) a madarak osztályának szalakótaalakúak (Coraciiformes) rendjébe és a jégmadárfélék (Alcedinidae) családjába tartozó faj.

## Rendszerezése
A fajt Alfred Russel Wallace angol természettudós írta le 1863-ban. Jelenlegi besorolása vitatott, egyes szervezetek a Ceyx lepidus alfaja Ceyx lepidus cajeli néven
Korábban ez a fajt is a melanéz törpejégmadár (Ceyx lepidus) 15 alfajának egyikeként sorolták be.  
Egy 2013-ban lezajlott molekuláris biológiai vizsgálatsorozat során kiderült, hogy a különböző szigeteken élő alfajok nagy mértékben különböznek egymástól genetikailag, így különálló fajokká minősítésük indokolt.

## Előfordulása
Indonézia területén, Buru szigetén honos. A természetes élőhelye szubtrópusi és trópusi síkvidéki esőerdők és bokrosok, valamint édesvizes élőhelyek.

## Megjelenése
Testhossza 14 centiméter.